# Euphorbia tamanduana
Euphorbia tamanduana är en törelväxtart som beskrevs av Pierre Edmond Boissier. Euphorbia tamanduana ingår i släktet törlar, och familjen törelväxter. Inga underarter finns listade i Catalogue of Life.